# Taufbecken Ste-Anne (Baby, Seine-et-Marne)

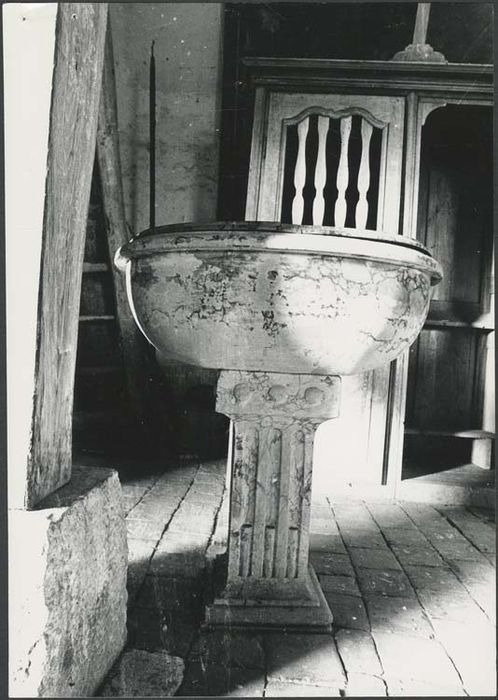
Taufbecken in Baby

Das Taufbecken in der Kirche Ste-Anne in  Baby, einer französischen Gemeinde im Département Seine-et-Marne in der Region Île-de-France, wurde im 18. Jahrhundert von einer unbekannten Werkstatt geschaffen.  
Im Jahr 1977 wurde das Taufbecken als Monument historique in die Liste der geschützten Objekte (Base Palissy) in Frankreich aufgenommen.
Das 96 cm hohe Taufbecken steht auf einem rechteckigen Sockel, der kanneliert ist. Das ovale Becken ist innen zweigeteilt und in Form einer grauweißen Marmorimitation bemalt. Es ist am oberen Rand mit einem Wulst versehen. 
Der Holzdeckel stammt aus neuerer Zeit.